# Maureen O’Hara
Maureen O’Hara; właściwie Maureen FitzSimons (ur. 17 sierpnia 1920 w Dublinie, zm. 24 października 2015 w Boise) – amerykańska aktorka filmowa i piosenkarka pochodzenia irlandzkiego. Laureatka Oscara za całokształt twórczości.

## Życiorys
Urodziła się w katolickiej rodzinie w dzielnicy Ranelagh w Dublinie jako drugie z sześciorga dzieci Charlesa FitzSimonsa i Marguerity Lilburn. Zasłynęła jako  rudowłosa piękność znana z ról gwałtownych i namiętnych bohaterek z bardzo praktycznym nastawieniem do życia. Na ekranie debiutowała już jako 18-latka. Pierwszą ważną rolę zagrała w 1939 w ostatnim brytyjskim filmie Alfreda Hitchcocka Oberża Jamajka, gdzie partnerowała Charlesowi Laughtonowi. Laughton zachwycony talentem aktorki sprowadził ją do Hollywood, gdzie jeszcze w tym samym roku zagrała u jego boku w filmie Dzwonnik z Notre Dame, wcielając się w rolę Esmeraldy. W 1941 słynny reżyser John Ford powierzył Jej główną rolę kobiecą w filmie Zielona dolina. Obraz ten przyniósł Fordowi trzeciego w karierze Oscara za reżyserię i otrzymał również statuetkę w kategorii Najlepszy film. Maureen O’Hara w latach 50. zagrała jeszcze w czterech kolejnych filmach Forda. Spokojny człowiek z 1952, w którym aktorka również odtwarzała główną rolę kobiecą przyniósł Fordowi czwartego Oscara. Aż 5-krotnie partnerowała na ekranie Johnowi Wayne'owi; oboje zagrali główne role w filmach: Rio Grande (1950), Spokojny człowiek (1952), Skrzydła orłów (1957), McLintock! (1963) i Wielki Jake (1971). W 1947 wystąpiła w uznawanym już dziś za klasykę świąteczną, filmie Cud na 34. ulicy; w którym rolę jej filmowej córki odtwarzała 9-letnia wówczas Natalie Wood. Aktorka pozostawała bardzo aktywna zawodowo zarówno w latach 50. jak i 60.  Na początku lat 70. postanowiła wycofać się z aktorstwa. Na ekran powróciła dopiero po blisko 20 latach; w 1991 zagrała w komediodramacie Chrisa Columbusa Tylko samotni, w którym partnerował Jej John Candy grający Jej syna. Później pojawiła się jeszcze w 3 filmach telewizyjnych, ostatni z nich zrealizowała w 2000 roku.

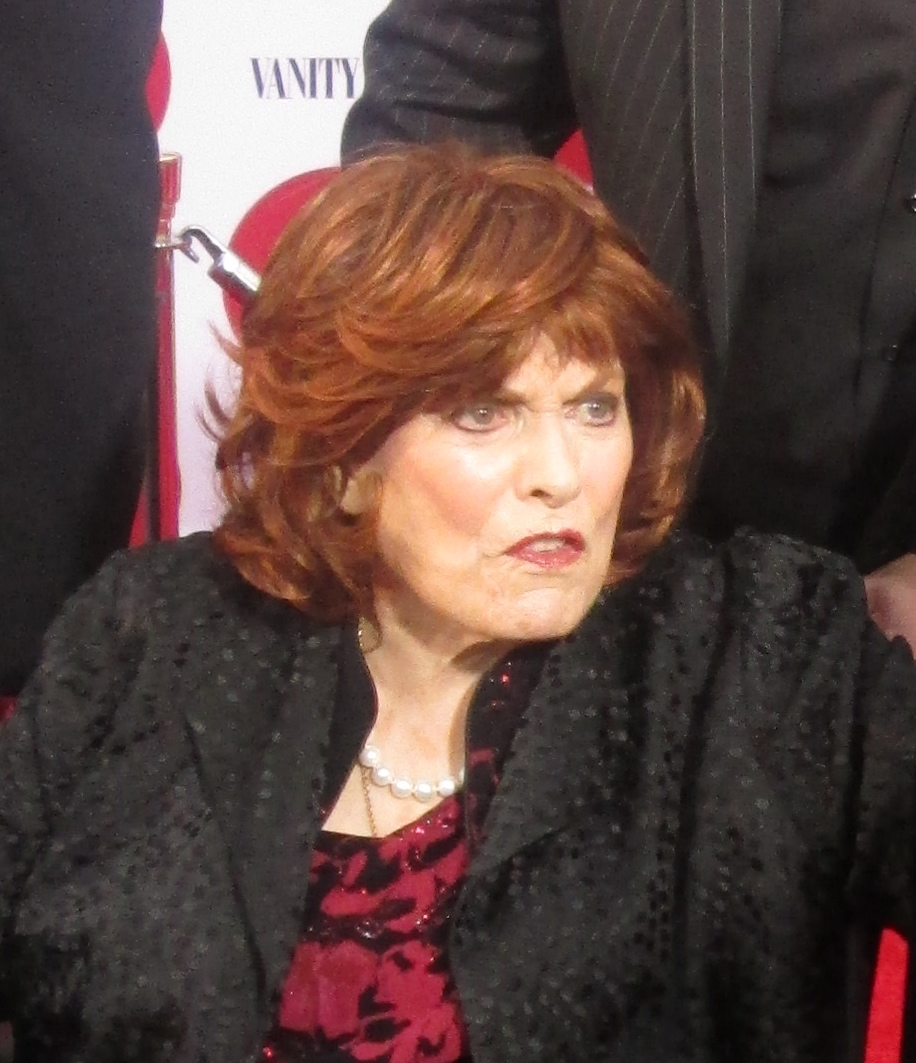
Maureen O’Hara w 2014

Aktorka miała jedną córkę Bronwynę (ur. 1944), ze związku z drugim mężem Willem Pricem.
W 2004 wydała autobiografię pt. Tis Herself.
Posiadała domy w Arizonie i na Wyspach Dziewiczych, ale po doznanym w 2005 udarze mózgu mieszkała głównie w irlandzkiej miejscowości Glengarriff. Od 2012 mieszkała na stałe z wnukiem w amerykańskim stanie Idaho.
W sierpniu 2014, w kilka dni po jej 94. urodzinach Amerykańska Akademia Filmowa ogłosiła przyznanie Maureen O’Harze honorowego Oscara za całokształt twórczości aktorskiej.
24 października 2015 zmarła z przyczyn naturalnych we śnie, w swoim domu w Boise w stanie Idaho. Przeżyła 95 lat.

## Filmografia
- Oberża Jamajka (1939) jako Mary Yellen
- Dzwonnik z Notre Dame (1939) jako Esmeralda
- Tańcz, dziewczyno, tańcz (1940) jako Judy O’Brien
- Zielona dolina (1941) jako Angharad Morgan
- Czarny łabędź (1942) jako lady Margaret Denby
- To jest mój kraj (1943) jako Louise Martin
- Buffalo Bill (1944) jako Louisa Frederici Cody
- Sindbad Żeglarz (1947) jako Shireen
- Cud na 34. ulicy (1947) jako Doris Walker
- Tajemnica kobiety (1949) jako Marian Washburn
- Rio Grande (1950) jako Kathleen Yorke
- Pod piracką banderą (1952) jako Prudence „Spitfire” Stevens
- Spokojny człowiek (1952) jako Mary Kate Danaher
- Rudzielec z Wyoming (1953) jako Kate Maxwell
- Lady Godiva (1955) jako Lady Godiva
- Skrzydła orłów (1957) jako Min Wead
- Nasz człowiek w Hawanie (1959) jako Beatrice Severn
- Rodzice, miejcie się na baczności (1961) jako Margaret „Maggie” McKendrick
- Niebezpieczni kompani (1961) jako Kit Tilden
- Mr Hobbs na urlopie (1962; znany także pt. Pan Hobbs jedzie na wakacje) jako Peggy Hobbs
- Góra Spencera (1963) jako Olivia Spencer
- McLintock! (1963) jako Katherine McLintock
- Bitwa pod Villa Fiorita (1965) jako Moira
- Szlachetna rasa (1966) jako Martha Price
- Wielki Jake (1971) jako Martha McCandles
- Tylko samotni (1991) jako Rose Muldoon
- Gwiazdkowy dar (1995) jako Mary Parkin
- Taksówka wspomnień (1998) jako Katherine Eure
- Ostatni taniec (2000) jako Helen Parker

## Nagrody
- Nagroda Akademii Filmowej 2015: Oscar honorowy za całokształt twórczości